# NK Trešnjevka Zagreb
Nogometni klub Trešnjevka Zagreb hrvatski je nogometni klub iz grada Zagreba lociran na području Trešnjevke. U sezoni 2024./25. natječe se u 3. NL – Centar. Jedan je od 10 hrvatskih klubova koji se natjecao u Prvoj saveznoj ligi Jugoslavije.

## Povijest
Klub je osnovan u srpnju 1926. pod nazivom HŠK Panonia. Vlasti nisu odobrile klupska pravila zbog lijeve političke orijentacije članova kluba. Vlasti su kasnije odobrila promijenjena klupska pravila čime je dozvoljeno djelovanje kluba. Na osnivačkoj skupštini 16. svibnja 1929. klubu je dodijeljeno ime HŠK Trešnjevka. Za prvog predsjednika izabran je Adolf Schlesinger. Klub je osim nogometne imao biciklističku, dramsku, kuglačku i pjevačku sekciju.
Prije nego što je klub stekao svoje prve nogometno igralište, igrači kluba su trenirali na igralištu Grafičara. Prvo klupsko igralište, otvoreno 15. i 16. kolovoza 1931., nalazilo se između današnje Crikveničke i Trsatske ulice.
Svoju prvu sezone Trešnjevka je odigrala 1930. u IV. razredu Zagrebačkom nogometnog podsaveza. Tada je završila na trećem mjestu, a prvak je bio Policijski. Od sezone 1931./32. igra u III. razredu. Iduće je godine zaigrala je u II. razredu, a 1936. u I. B razredu.
Klupske boje 1932. bile su zelena i plava.
Dana 8. kolovoza 1940. spaja se sa Skakavcima u Trešnjevačke skakavce. Trešnjevački skakavci u ožujku 1941. mijenjaju ime u Trešnjevka.
Klub je ukinut 6. lipnja 1945. odlukom Ministra narodnog zdravlja FD Hrvatske. Ponovno je aktivan od 1948. Od 1950. klub službeno djeluje i to pod imenom NK Trešnjevka. Grga Starčević je od tada bio klupski predsjednik sve do svoje smrti 1962. za vrijeme jedne utakmice. Tijekom njegovog predsjedništva klub je bio jedan od najuspješnijih u državi.
Reformacijom drugog ranga, Trešnjevka je zaigrala u Drugoj saveznoj ligi – Zapad 1958./59. u kojoj je ostvarila šesto mjesto. Tijekom iduće tri sezone svaki put je završila među tri najbolja kluba lige. U sezoni 1962./63. osvojila je Drugu saveznu ligu – Zapad i time izborila Prvu saveznu ligu, ligu najvišeg ranga u Jugoslaviji.
Trešnjevka je u sezoni 1963./64. ostvarila najveće uspjehe u svojoj povijesti. Tada je jedini put u svojoj povijesti igrala u nekom europskom natjecanju – Kupu velesajamskih gradova u kojem ju je u prvom kolu eliminirao lisabonski klub Belenenses. Te sezone Trešnjevka je u ligi završila na 11. od 14 mjesta. U sezoni 1964./65. ostvarila je predzadnje, 14. mjesto. U sezoni 1965./66., ujedno trećoj i posljednjoj, Trešnjevka je završila na 16. mjestu, samom dnu tablice. Time je ispala u Drugu saveznu ligu – Zapad.
Od prvoligaških igrača Dinamu su se pridružili Marijan Brnčić, Branko Gračanin i Hrvoje Jukić. S Dinamom su  osvojili Kup velesajamskih gradova 1966./67. Ante Vučkov jedini je ostvario inozemni transfer. Prešao je u Bayern München gdje je bio najplaćeniji igrač.
Trešnjevka je od 1966./67. do 1972./73. igrala u Drugoj saveznoj ligi – Zapad, a svi njeni igrači bili su studenti. Od tad nadalje igrala je u nižim rangovima sve do raspada Jugoslavije. Trešnjevka je igrala u 2. HNL od 1992. do 1994./95. To je bila posljednja drugoligaška sezona u klupskoj povijesti.

## Pregled plasmana po sezonama
| Sezona    | Rang | Liga                          | Plasman |
| --------- | ---- | ----------------------------- | ------- |
| 1952.     | II.  | Podsavezna liga Zagreb – grad | 5.      |
| 1952./53. | III. | Podsavezna liga Zagreb – grad | 2.      |
| 1953./54. | IV.  | Zagrebačka liga               | 1.      |
| 1954./55. | III. | Hrvatsko-slovenska liga       | 4.      |
| 1955./56. | II.  | Prva zona                     | 8.      |
| 1956./57. | II.  | Prva zona                     | 5.      |
| 1957./58. | II.  | Prva zona                     | 3.      |
| 1958./59. | II.  | Druga savezna liga – Zapad    | 6.      |
| 1959./60. | II.  | Druga savezna liga – Zapad    | 2.      |
| 1960./61. | II.  | Druga savezna liga – Zapad    | 3.      |
| 1961./62. | II.  | Druga savezna liga – Zapad    | 3.      |
| 1962./63. | II.  | Druga savezna liga – Zapad    | 1.      |
| 1963./64. | I.   | Prva savezna liga Jugoslavije | 11.     |
| 1964./65. | I.   | Prva savezna liga Jugoslavije | 14.     |
| 1965./66. | I.   | Prva savezna liga Jugoslavije | 16.     |
| 1966./67. | II.  | Druga savezna liga – Zapad    | 9.      |
| 1967./68. | II.  | Druga savezna liga – Zapad    | 17.     |
| 1968./69. | II.  | Druga savezna liga – Zapad    | 5.      |
| 1969./70. | II.  | Druga savezna liga – Zapad    | 8.      |
| 1970./71. | II.  | Druga savezna liga – Zapad    | 10.     |
| 1971./72. | II.  | Druga savezna liga – Zapad    | 8.      |
| 1972./73. | II.  | Druga savezna liga – Zapad    | 17.     |
| 1973./74. | III. | Hrvatska liga                 | 17.     |
| 1974./75. | IV.  | Zagrebačka zona               | 7.      |
| 1975./76. | IV.  | Zagrebačka zona – Jug         | 2.      |
| 1976./77. | IV.  | Zagrebačka zona – Jug         | 1.      |
| 1977./78. | IV.  | Zagrebačka zona – Jug         | 3.      |
| 1978./79. | IV.  | Zagrebačka zona – Jug         | 1.      |
| 1979./80. | IV.  | Liga Zagrebačke regije        | 3.      |
| 1980./81. | IV.  | Liga Zagrebačke regije        | 2.      |
| 1981./82. | IV.  | Liga Zagrebačke regije        | 8.      |
| 1982./83. | IV.  | Liga Zagrebačke regije        | 9.      |
| 1983./84. | III. | Hrvatska liga – Sjever        | 11.     |
| 1984./85. | ?    | ?                             | ?       |
| 1985./86. | IV.  | Regionalna liga ZO Zagreb     | 2.      |
| 1986./87. | IV.  | Regionalna liga ZO Zagreb     | 1.      |
| 1987./88. | IV.  | II. Hrvatska liga – Sjever    | 7.      |
| 1988./89. | IV.  | II. Hrvatska liga – Sjever    | 1.      |
| 1989./90. | IV.  | Hrvatska liga – Sjever        | 1.      |
| 1990./91. | III. | Međurepublička liga – Zapad   | 9.      |
| 1992.     | II.  | 2. HNL – Sjever               | 6.      |
| 1992./93. | II.  | 2. HNL – Sjever               | 4.      |
| 1993./94. | II.  | 2. HNL – Sjever               | 11.     |
| 1994./95. | II.  | 2. HNL – Zapad                | 15.     |
| 1995./96. | III. | 2. HNL – Zapad                | 17.     |
| 1996./97. | III. | 2. HNL – Središte             | 14.     |
| 1997./98. | III. | 3. HNL – MNO Središte – Istok | 10.     |
| 1998./99. | ?    | ?                             | ?       |
| 1999./00. | IV.  | 1. zagrebačka liga            | 2.      |
| 2000./01. | IV.  | 1. zagrebačka liga            | 6.      |
| 2001./02. | IV.  | 1. zagrebačka liga            | 12.     |
| 2002./03. | IV.  | 1. zagrebačka liga            | 5.      |
| 2003./04. | IV.  | 1. zagrebačka liga            | 3.      |
| 2004./05. | IV.  | 1. zagrebačka liga            | 6.      |
| 2005./06. | IV.  | 1. zagrebačka liga            | 8.      |
| 2006./07. | V.   | 1. zagrebačka liga            | ?       |
| 2007./08. | V.   | 1. zagrebačka liga            | 1.      |
| 2008./09. | IV.  | 4. HNL – Središte A           | 4.      |
| 2009./10. | IV.  | 4. HNL – Središte A           | 6.      |
| 2010./11. | IV.  | 4. HNL – Središte A           | 10.     |
| 2011./12. | IV.  | 4. HNL – Središte A           | 5.      |
| 2012./13. | III. | 3. HNL – Središte             | 14.     |
| 2013./14. | IV.  | 1. zagrebačka liga            | 5.      |
| 2014./15. | V.   | 1. zagrebačka liga            | 2.      |
| 2015./16. | V.   | 1. zagrebačka liga            | 5.      |
| 2016./17. | V.   | 1. zagrebačka liga            | 9.      |
| 2017./18. | V.   | 1. zagrebačka liga            | 4.      |
| 2018./19. | V.   | 1. zagrebačka liga            | 1.      |
| 2019./20. | IV.  | 4. NL NS Zagreb               | 2.      |
| 2020./21. | III. | 3. HNL – Središte             | 11.     |
| 2021./22. | III. | 3. HNL – Središte             | 15.     |
| 2022./23. | IV.  | 3. NL – Centar                | 9.      |
| 2023./24. | IV.  | 3. NL – Centar                | 10.     |
| 2024./25. | IV.  | 3. NL – Centar                | 5.      |

## Prvoligaški sastavi

### 1963./64.
Za Trešnjevku su u sezoni 1963./64. nastupili:
Golmani: Branko Nežmah 16/–25, Stanko Mrduljaš 9/–21, Nedžad Ovčina 2/–4, Vladimir Mutak 2/–4
Braniči: Hrvoje Jukić 23/6, Tomislav Mušković 23/0, Blaž Granić 18/0, Mihael Kovač 18/0, Mladen Popović 17/0, Slavko Petrić 13/0, Petar Radonjić 13/0, Branko Gračanin 11/0, Antun Balent 6/0, Zlatko Živković 3/0, Božo Canjek 2/0, Slavko Rukavina 2/0, Josip Ladović 2/0
Napadači: Antonio Bradač 24/2, Milorad Jovičić 23/7, Boris Štamfelj 19/6, Ivan Pintarić 18/2, Anton Vučkov 17/6, Ante Vičević 7/2, Vladimir Gajšek 6/3, Bruno Repar 4/0, Željko Kovač 3/0, Ivan Žabčić 1/0
Treneri: Miloje Gabrijelić, Branko Knez

### 1964./65.
Za Trešnjevku su u sezoni 1964./65. nastupili:
Golmani: Nedžad Ovčina 17/–34, Marko Bilić 6/–6, Vladimir Mutak 3/–6, Branko Nežmah 1/–0
Braniči: Mihael Kovač 27/0, Hrvoje Jukić 26/2, Marijan Brnčić 26/0, Pavao Garov 25/1, Branko Gračanin 24/0, Blaž Granić 13/0, Franjo Šincek 3/0, Mladen Popović 2/0, Slavko Petrić 1/0, Ivica Duh 1/0
Napadači: Antun Bradač 26/3, Milorad Jovičić 22/7, Ante Vučkov 19/3, Tomislav Knez 18/4, Vladimir Gajšek 15/0, Petar Radonjić 9/0
Trener: Momčilo Pažin

### 1965./66.
Za Trešnjevku su u sezoni 1965./66. nastupili:
Golmani: Marko Bilić 16/–34, Vladimir Mutak 16/–27, Franjo Horvat 4/–13 
Braniči: Marijan Brnčić 29/1, Blaž Granić 29/0, Pavao Garov 26/4, Adem Kasumović 26/2, Mihael Kovač 21/0, Hrvoje Jukić 5/3, Ivica Duh 4/0, Dalibor Pejinović 1/0, Slavko Kolar 1/0
Napadači: Ivan Pavlica 27/3, Zoran Brajković 26/9, Mirko Gašić 25/8, Zlatko Bišćan 25/0, Antun Bradač 21/1, Ivan Pintarić 19/4, Ivica Bjelčić 16/2, Mile Stojanović 9/2, Milorad Jovičić 4/0, Zdravko Rauš 3/2, Petar Radonjić 1/0
Trener: Franjo Glaser

## Nastupi u završnicama kupa

### Kup maršala Tita
1958./59.
- šesnaestina završnice: NK Trešnjevka – FK Vojvodina Novi Sad 2:3

1959./60.
- šesnaestina završnice: NK Trešnjevka – FK Sloboda Tuzla 2:1
- osmina završnice: NK Dinamo Zagreb – NK Trešnjevka 3:2 (prod.)

1960./61.
- šesnaestina završnice: NK Borovo – NK Trešnjevka 2:0

1961./62.
- šesnaestina završnice: FK Spartak Subotica – NK Trešnjevka 2:1

1962./63.
- šesnaestina završnice: FK Novi Sad – NK Trešnjevka 1:0

1964./65.
- osmina završnice: NK Trešnjevka – FK Sloboda Tuzla 3:0 (prod.)
- četvrtina završnice: NK Dinamo Zagreb – NK Trešnjevka 6:0

## Trešnjevka u europskim natjecanjima
NK Trešnjevka je u sezoni 1963./64. nastupila u  Kupu velesajamskih gradova gdje je u prvom kolu ispala od Belenensesa iz Lisabona.  
| Sezona    | Natjecanje                | Kolo | Klub                     | Rezultat |
| --------- | ------------------------- | ---- | ------------------------ | -------- |
| 1963./64. | Kup velesajamskih gradova | 1.   | CF OS Belenenses Lisabon | 0:2, 1:2 |

## Vanjske poveznice
- Službena web-stranica
- Bivša web-stranica  Arhivirana inačica izvorne stranice od 12. veljače 2021. (Wayback Machine)
- Profil, HNS Semafor